# Folkfiende
Termen folkfiende är en obestämd benämning på politiska- eller klassmotståndare till den grupp som använder termen. Benämningen är nedsättande, och insinuerar att "fienden" eller "fienderna" är motståndare mot, inte bara mot en viss grupp eller ett visst system, utan hela samhället och "folket" som helhet.
Termen "folkfiende" har en lång historia. Dess tidigaste användning kan ha varit i Romarriket, där den romerska senaten använde den som benämning på kejsar Nero som förevändning för dennes arrestering.[källa behövs] Sedan dess har benämningen använts av flera grupper, bland annat av jakobinerna under den franska revolutionens skräckvälde, av Sovjetunionen och andra kommuniststater. I diktaturer har det kunnat vara så att diktatorn framställer sig som folkets självklare företrädare, och att hans politiska motståndare då kallas fiender till folket.
Jämför begreppen "Var mans niding" och fredlöshet. Straffet landsförvisning tillämpades förr, men avskaffades 1864 i Sverige. En folkefiende är titeln på ett drama från 1882 av Henrik Ibsen.
Under 1900-talet tillämpades i Sovjetunionen ett omfattande bruk av begreppet (ryska: враг народа, vrag naroda), liksom de liknande termerna arbetarfiende (враг трудящихся, vrag trudjasjtjichsja) och klassfiende (классовый враг, klassovyj vrag). Benämningen "arbetarfiende" var även formaliserad i artikel 58 i Ryska SFSR:s brottsbalk samt i liknande paragrafer i andra sovjetrepubliker. En folkfiende eller arbetarfiende riskerade i Sovjetunionen att få sin egendom konfiskerad, fängslas, utvisas eller avrättas.
Under 2000-talet återkom termen i den allmänna debatten främst genom Donald Trump, USA:s president januari 2017 till januari 2021. Den 17 februari 2017 deklarerade Trump via sitt Twitterkonto att The New York Times, NBC News, ABC, CBS och CNN var "fejknyheter" och "det amerikanska folkets fiender". Han har flera gånger upprepat dessa påståenden. Den 16 augusti 2018 röstade USA:s senat, efter enhälligt beslut, igenom en resolution om att medierna inte är "folkfiender".
Även i Sverige har begreppet använts i modern tid, både av högerextrema och vänsterextrema aktörer.